# Kanton Mont-Saint-Vincent
Kanton Mont-Saint-Vincent (francouzsky Canton de Mont-Saint-Vincent) je francouzský kanton v departementu Saône-et-Loire v regionu Burgundsko. Tvoří ho 10 obcí.

## Obce kantonu
- Genouilly
- Gourdon
- Marigny
- Mary
- Mont-Saint-Vincent
- Le Puley
- Saint-Clément-sur-Guye
- Saint-Micaud
- Saint-Romain-sous-Gourdon
- Vaux-en-Pré